# Jessie Ann Scott
Jessie Ann Scott (Brookside, 1883 – Christchurch, 1959) è stata un medico e militare neozelandese, prigioniera di guerra.

## Primi anni di vita
Jessie Ann Scott nacque a Brookside, North Canterbury, Nuova Zelanda, nel 1883 ed ha frequentato la Christchurch Girls' High School. Ha studiato medicina all'Università di Edimburgo, laureandosi come MB ChB, (Bachelor of Medicine, Bachelor of Surgery) (Latino: Medicinae Baccalaureus, Baccalaureus Chirurgiae; MBBS) nel 1909 e come MD Bachelor of Medicine (MB) nel 1912.

## La carriera
Dopo la sua formazione rimase a Edimburgo e lavorò come ufficiale medico residente all'Ospedale di Edimburgo per donne e bambini. Durante questo periodo fu la speaker ospite, insieme alla dott.ssa Elsie Inglis, Chrystal Macmillan e Alice Low, in un incontro del NUWSS nella Café Oak Hall di Edimburgo.
Diventò poi assistente ufficiale medico del Consiglio della Contea di Londra per tre anni dal 1910 al 1913. Durante questo periodo completò la sua tesi di MD in sanità pubblica. Tornò in Nuova Zelanda nel 1913, facendo pratica ad Auckland.
Nella prima guerra mondiale tornò nel Regno Unito e si è offrì volontaria per lo Scottish Women's Hospitals for Foreign Service, un'unità gestita dalle donne. Prestò servizio in Serbia, dove fu catturata dagli austriaci e tenuta come prigioniera di guerra per quattro mesi, e in seguito diventò ufficiale medico con l'esercito serbo. Più avanti nella guerra lavorò con il Royal Army Medical Corps di Salonicco e Francia. Per il suo servizio in Serbia le fu assegnato l'Ordine di San Sava di 4ª classe dal Governo Serbo.
Dopo la guerra tornò a Londra nel 1920, dove svolse il lavoro post -laurea in ginecologia e pediatria presso il Chelsea Hospital for Women e il Victoria Hospital for Children e lavorò per il Consiglio della Contea di Londra come ufficiale medico.
Nel 1924 tornò a Christchurch dove lavorò come ostetrica e ginecologa all'ospedale pubblico. Dopo essere stata frustrata dagli ostacoli da parte dei colleghi di sesso maschile, è andata in uno studio privato.
Prestò servizio in molte organizzazioni tra cui il Consiglio nazionale delle donne, la Federazione delle donne universitarie e il Servizio di guerra ausiliario delle donne durante la seconda guerra mondiale. Diventò una delle due vicepresidenti della filiale di Christchurch dell'Associazione femminile medica della Nuova Zelanda nel 1954. Tnne la prima presentazione medica sulle sue esperienze alla filiale durante la prima guerra mondiale nell'ospedale femminile medico scozzese in Serbia.
Jessie Scott morì nell'agosto del 1959 a Christchurch.

## Osservazioni
1. ↑  Può anche essere abbreviato in BMBS, MB ChB, MB BCh e MB BChir
2. ↑  Può anche essere abbreviato come BM e BMed.